# Casa Pajares
La Casa Pajares es un edificio de la localidad española de Linares, en la provincia de Jaén. Está incluida en el Catálogo General del Patrimonio Histórico Andaluz.

## Descripción
Se localiza en el número 5 de la plaza Ramón y Cajal de la localidad jienense de Linares, en Andalucía. Su construcción data del siglo XVIII y su estilo sería barroco. Se trata de un ejemplo de un tipo de arquitectura de clara influencia castellana, cuyo análisis estilístico ofrece un paralelismo con otras viviendas burguesas de la localidad. Presenta en su estructura un cierto sabor rústico, simulado por el embellecimiento de la fachada, en cuya decoración se aprecia un marcado tono clásico.
La planta es rectangular y, originariamente, su interior se organizaba en torno a un patio, hoy desaparecido. De la época de su primitiva construcción, y como elemento de cierta calidad, queda la escalera. Esta se compone de dos tramos y balaustrada de madera, que continúa en el primer piso a modo de gran balconada. El desembarco de la escalera en la primera planta presenta doble arcada de medio punto, que apoya sobre una columna dórica.
Exteriormente consta de dos fachadas, las cuales están construidas con aparejo de labor de cantería, de procedencia local. La fachada principal, cuya puerta central se encuentra a eje con el balcón del piso superior, presenta un vano adintelado, dovelado y enmarcado con pilastras toscanas; en sus laterales se abren puertas de realización reciente. La primera planta centra su eje de simetría en el mencionado balcón, que posee un antepecho de hierro, apoyado sobre cinco ménsulas de piedra. El balcón presenta doble arco de medio punto rebajado, que apea sobre columna central; dicho vano está flanqueado por pilastras, y muestran un frontón curvo partido, rematado en sus laterales con jarrones. A ambos lados se encuentran varias ventanas rectangulares, enmarcadas con placas de piedra y cerradas con rejas. La fachada se remata con una cornisa en la que aparecen cuatro mascarones, que sirven de desagüe a la cubierta.
La fachada lateral tiene su planta baja modificada a causa de la instalación en ella de un bar. La primera se estructura mediante un balcón central, presenta un vano de medio punto flanqueado por pilastras, frontón partido y jarrones en sus ángulos; a ambos lados aparecen balcones con vanos adintelados y apoyados sobre ménsulas. La segunda planta se compone de cinco pequeñas ventanas, rematada por una cornisa con seis mascarones. Las rejas que protegen los huecos de las fachadas son de forja del siglo XVIII, y poseen una amplia ornamentación.
El 12 de marzo de 1997 fue incluida con carácter genérico en el Catálogo General del Patrimonio Histórico Andaluz, mediante una resolución publicada el 21 de mayo de 1998 en el Boletín Oficial de la Junta de Andalucía.